# 3360
3360（三千三百六十、さんぜんさんびゃくろくじゅう）は、自然数また整数において、3359の次で3361の前の数である。

## 性質
- 3360は合成数であり、約数は1, 2, 3, 4, 5, 6, 7, 8, 10, 12, 14, 15, 16, 20, 21, 24, 28, 30, 32, 35, 40, 42, 48, 56, 60, 70, 80, 84, 96, 105, 112, 120, 140, 160, 168, 210, 224, 240, 280, 336, 420, 480, 560, 672, 840, 1120, 1680, 3360である。
  - 約数の和は12096。
  - 約数を48個持つ2番目の数である。1つ前は2520、次は3780。
- 9を除いた1～10までの自然数と32の最小公倍数である。これに9を含めると10080が最小公倍数となる。
- 1桁数8個を約数に持つ17番目の数である。1つ手前は3240、次は3528。
- 32までの全ての複偶数の最小公倍数である。1つ前の28までは1680、次の36までは10080。
- 3360 = 14 × 15 × 16
  - 14番目の三連続積数である。1つ前は2730、次は4080。
- 649番目のハーシャッド数である。1つ前は3348、次は3366。
  - 12を基とする62番目のハーシャッド数である。1つ前は3324、次は3432。
- 3360 = 25 × 3 × 5 × 7
  - 4つの異なる素因数の積で p 5 × q × r × s の形で表せる最小の数である。次は5280。
- 約数の和が3360になる数は24個ある。(1140, 1188, 1482, 1580, 1652, 1748, 1755, 1784, 1916, 1946, 2054, 2085, 2241, 2301, 2337, 2517, 2639, 2717, 2933, 3107, 3173, 3197, 3239, 3359) 約数の和24個で表せる最小の数である。次は6912。
- 各位の和が12になる239番目の数である。1つ前は3351、次は3405。